# Philotheca virgata
Philotheca virgata är en vinruteväxtart som först beskrevs av Joseph Dalton Hooker, och fick sitt nu gällande namn av Paul G. Wilson. Philotheca virgata ingår i släktet Philotheca och familjen vinruteväxter. Inga underarter finns listade i Catalogue of Life.